# Laurentino Lopes Bonorino
Laurentino Lopes Bonorino foi um militar e atleta brasileiro, sendo um dos responsáveis pela institucionalização da Educação Física no Brasil.

## Biografia
Laurentino foi atleta do futebol antes de incorporar-se ao exército, tendo se destacado nas "corridas a pé" no período após a sua integração ao exército brasileiro. Ele esteve entre os sargentos associados a movimentos tenentistas em 1922, fazendo parte das tentativas de modernização conservadora do final da República Velha  e do começo da Era Vargas.
Em 1922 ele se casou e foi transferido para a cidade de Natal, no Rio Grande do Norte.
Em 1926 Laurentino retorna ao Rio de Janeiro. Nessa cidade é acusado de chicotear um soldado sob seus comandos, evento que teve grande repercussão na imprensa local, inclusive na revista O Malho. Em 1927 é julgado e absolvido.
Laurentino defendeu publicamente supostas virtudes cívicas do Marechal Floriano.

## Institucionalização da Educação Física no Brasil
Laurentino compôs o primeiro quadro de alunos do Curso de Educação Física para oficiais na Escola de Sargentos em 1929.
Foi instrutor de História da Educação Física na EEFE.
Escreveu artigos e livros sobre temas variados dentro do escopo da Educação Física, assim como traduziu e prefaciou obras sobre essa matéria.
Esteve associado as ideias pedagógicas do educador Fernando de Azevedo.
Entre os nomes que aparecem associados a Laurentino Lopes Bonorino na instauração da Educação Física no Brasil encontra-se o também militar Carlos Marciano de Medeiros, responsável pela institucionalização da Educação Física no estado do Espírito Santo.
Esteve associado as vertentes francesas da Educação Física.
Ajudou a institucionalizar a Educação Física no estado de Pernambuco, inclusive supervisionando a construção de um estádio.